# Julie Zenatti

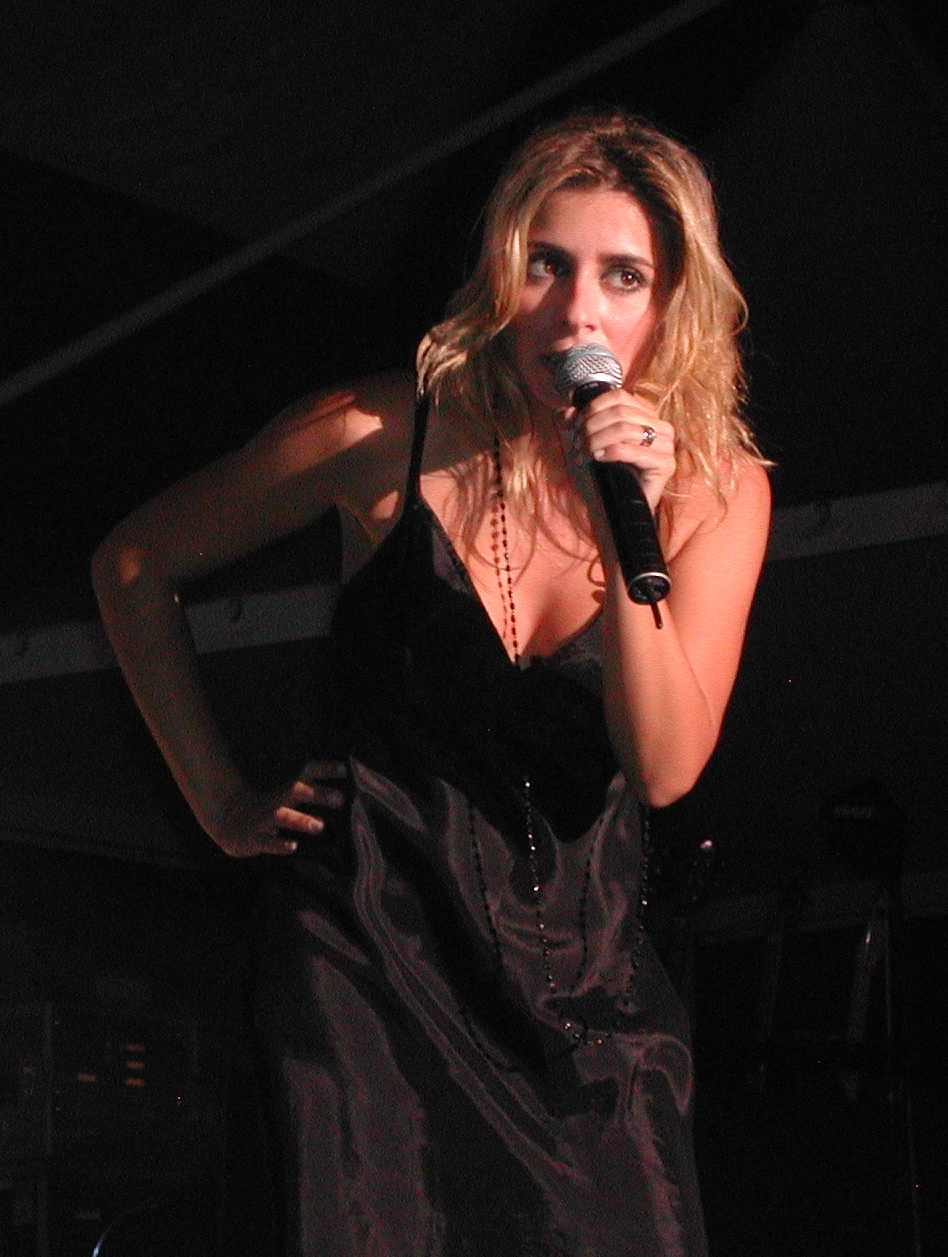
Julie Zenatti in Réunion (2005)

Julie Zenatti (* 5. Februar 1981 in Paris) ist eine französische Sängerin, die durch ihre Rolle der Fleur-de-Lys im Musical Notre Dame de Paris von Luc Plamondon und Riccardo Cocciante bekannt wurde.

## Kindheit und Privatleben
Julie Zenatti wurde 1981 in Paris geboren und hat algerische und italienische Wurzeln. Schon als Kind sang Julie Zenatti gemeinsam mit ihrem Vater, der sie am Klavier begleitete. Sie interpretierte Edith Piaf, Johnny Hallyday, Barbra Streisand und Fugain. Heute lebt Zenatti mit ihrem Mann, dem französischen Komiker Benjamin Bellecour, und ihrer im Januar 2011 geborenen Tochter in Paris.

## Anfänge
Mit zwölf Jahren wurde Zenatti in einem Ferienclub von einem Beauftragten der EMI entdeckt. Sie erhielt einen Plattenvertrag, 1994 nahm sie in London einen Song mit Lenny Kravitz auf. Kurz darauf wurde der Vertrag jedoch gelöst, da der Druck für sie zu hoch war. Ein Jahr später nahm Zenatti den Soundtrack zu einer Zeichentrickserie (der französischen Version von Prinzessin Starla und die Kristallretter) auf France 3 auf. Im selben Jahr wurde ihr angeboten, Frankreich beim Eurovision Song Contest zu vertreten, sie lehnte jedoch ab.
1996 nahm die Sängerin am Musikfestival Francofolies in La Rochelle teil. Danièle Molko, die künstlerische Leiterin des Festivals, begleitete ihre ersten Schritte. Sie stellte Zenatti Luc Plamondon, Autor des Musicals Notre Dame de Paris, vor. Ihr wurde daraufhin zunächst die Rolle der Esmeralda in dessen Musical angeboten. Diese Rolle stellte sich jedoch für ein Mädchen im Alter von 15 Jahren als zu anspruchsvoll heraus, weshalb sie den Part der Fleur-de-Lys erhielt. Mit 17 Jahren verließ sie die Schule, um sich ganz der Musik zu widmen. 1999 spielte sie die Fleur-de-Lys in Kanada, nach ihrer Rückkehr nach Frankreich spielte sie für sechs Monate die Rolle der Esmeralda.

## Karriere
Im Jahr 2000 veröffentlichte sie bei Sony Music ihr erstes Album mit dem Titel Fragile (Zerbrechlich). Das Album entstand in Zusammenarbeit mit Zazie, Calogero, Passi und Luck Mervil. Ihre erste Single Si je m’en sors schrieb sie gemeinsam mit Patrick Fiori und erzielte damit ihren ersten Solo-Erfolg. Die mit Gold ausgezeichnete Aufnahme wurde 150.000 Mal verkauft. 2002 erschien ihr zweites Album Dans les yeux d’un autre (In den Augen eines Anderen). Einen großen Teil der Texte schrieb sie zusammen mit Patrick Fiori, verwendete aber unter anderem auch Texte von Maxime Le Forestier, Jacques Vénéruso und Jacques Lanzmann. Das Album verkaufte sich 140.000 Mal und wurde mit Gold ausgezeichnet.
2004 wurde ihr drittes Album Comme vous (Wie ihr) aus dem Genre Pop-Rock herausgegeben. Außer ihr wirkten an dem Album Patrick Fiori, Jean-Jacques Goldman, Axel Bauer und Lionel Florence mit. Das Album erhielt die goldene Schallplatte. Zudem begann sie auch für andere Interpreten wie Chimène Badi, Patrick Fiori und Grégory Lemarchal Songtexte zu verfassen. 2007 komponierte sie für ihr nächstes Album La boîte de Pandore (Die Büchse der Pandora) den Großteil der Musik allein. Mit etwa 75.000 verkauften Exemplaren erzielte es gegenüber ihren vorherigen Veröffentlichungen einen mäßigen Erfolg.
Im November 2008 organisierte sie mit der Hilfe ihrer Managerin Danièle Molko eine Wiedervereinigung der Originalbesetzung von Notre-Dame de Paris, bei der die Idee entstand, mit einer Konzertfassung des Musicals gemeinsam auf die Bühne zurückzukehren. Julie Zenatti versuchte sich als Autorin und begann, die Geschichte in Tagebuchform aufzuschreiben. 2009 war die Sängerin neben Marc Ceronne und Alain Lanty Teil des Jury-Teams der französischen Version der Castingshow X-Factor. 2010 erschien ihr fünftes Album Plus de Diva (Mehr von der Diva) im Genre Symphonie-Pop. Die Songs zu diesem Album wurden von Fréderic Chateau, Nathasha St Pier, Florent Pagny und Pascal Obispo geschrieben.
2013 hat Zenatti ihr erstes Livealbum herausgebracht. Die EP Quelque part … enthält fünf Lieder, darunter Je te manque im Duett mit François Raoult. Im selben Jahr kündigte sie ihren Vertrag bei Sony und unterschrieb bei Universal. Dort soll ihr neues Album erscheinen, von dem D'où je viens vorab als Single ausgekoppelt wurde.

## Diskografie

### Studioalben
| Jahr | Titel                             | Höchstplatzierung, Gesamtwochen, AuszeichnungChartplatzierungen (Jahr, Titel, Platzierungen, Wochen, Auszeichnungen, Anmerkungen) | Höchstplatzierung, Gesamtwochen, AuszeichnungChartplatzierungen (Jahr, Titel, Platzierungen, Wochen, Auszeichnungen, Anmerkungen) | Höchstplatzierung, Gesamtwochen, AuszeichnungChartplatzierungen (Jahr, Titel, Platzierungen, Wochen, Auszeichnungen, Anmerkungen) | Anmerkungen |
| Jahr | Titel                             | FR | BEW | CH | Anmerkungen |
| ---- | --------------------------------- | --- | --- | --- | ----------- |
| 2000 | Fragile                           | FR24 Gold · (27 Wo.)FR | BEW33 (10 Wo.)BEW | — |             |
| 2002 | Dans les yeux d’un autre          | FR30 Gold · (47 Wo.)FR | — | CH76 (8 Wo.)CH |             |
| 2004 | Comme vous                        | FR12 Gold · (64 Wo.)FR | BEW59 (3 Wo.)BEW | CH50 (3 Wo.)CH |             |
| 2007 | La boîte de Pandore               | FR15 (21 Wo.)FR | BEW22 (19 Wo.)BEW | CH79 (4 Wo.)CH |             |
| 2010 | Plus de Diva                      | FR30 (13 Wo.)FR | BEW45 (7 Wo.)BEW | — |             |
| 2013 | Live piano voix - Quelque part... | FR154 (1 Wo.)FR | — | — | Livealbum   |
| 2015 | Blanc                             | FR13 (19 Wo.)FR | BEW19 (23 Wo.)BEW | CH70 (2 Wo.)CH |             |
| 2021 | Refaire danser les fleurs         | FR29 (2 Wo.)FR | BEW15 (4 Wo.)BEW | — |             |

### Singles
| Jahr | Titel Album                                               | Höchstplatzierung, Gesamtwochen, AuszeichnungChartplatzierungen (Jahr, Titel, Album, Platzierungen, Wochen, Auszeichnungen, Anmerkungen) | Höchstplatzierung, Gesamtwochen, AuszeichnungChartplatzierungen (Jahr, Titel, Album, Platzierungen, Wochen, Auszeichnungen, Anmerkungen) | Höchstplatzierung, Gesamtwochen, AuszeichnungChartplatzierungen (Jahr, Titel, Album, Platzierungen, Wochen, Auszeichnungen, Anmerkungen) | Anmerkungen                                                             |
| Jahr | Titel Album                                               | FR | BEW | CH | Anmerkungen                                                             |
| ---- | --------------------------------------------------------- | --- | --- | --- | ----------------------------------------------------------------------- |
| 2001 | Si je m’en sors Fragile                                   | FR12 Gold · (17 Wo.)FR | BEW7 (11 Wo.)BEW | — |                                                                         |
| 2001 | Why Fragile                                               | FR70 (3 Wo.)FR | — | — |                                                                         |
| 2003 | La vie fait tout ce qu’elle veut Dans les yeux d’un autre | FR22 (16 Wo.)FR | — | CH44 (12 Wo.)CH |                                                                         |
| 2003 | Dans les yeux d’un autre                                  | FR38 (7 Wo.)FR | — | — |                                                                         |
| 2004 | Je voudrais que tu me consoles Comme vous                 | FR12 (27 Wo.)FR | — | CH45 (13 Wo.)CH |                                                                         |
| 2007 | Pour que tu sois libre (La rose Marie Claire) –           | FR21 (14 Wo.)FR | — | — | mit Leslie, Anggun, Jennifer Mc Cray, Natasha Saint-Pier & Elisa Tovati |
| 2007 | (Tango) Princesse La boîte de Pandore                     | FR10 (22 Wo.)FR | BEW31 (2 Wo.)BEW | — |                                                                         |
| 2014 | D’où je viens La boîte de Pandore                         | FR94 (1 Wo.)FR | — | — |                                                                         |
| 2014 | L’envie d’aimer –                                         | FR135 (1 Wo.)FR | — | — | mit Hélène Ségara, Liane Foly & Chimène Badi                            |
| 2015 | Les amis La boîte de Pandore                              | FR103 (3 Wo.)FR | — | — |                                                                         |
| 2016 | Zina (ici ou là-bas) –                                    | FR103 (3 Wo.)FR | — | — | mit Chimène Badi                                                        |
| 2021 | Paisiblement fou Refaire danser les fleurs                | — | BEW32 (10 Wo.)BEW | — |                                                                         |
| 2021 | Tout est plus pop Refaire danser les fleurs               | — | BEW48 (2 Wo.)BEW | — |                                                                         |

Weitere Singles
- 1996: Mon ami pour la vie
- 1999: Couloir de la vie
- 2003: T’emmener en amour
- 2005: Couvre-moi
- 2005: A quoi ça sert
- 2007: Douce
- 2008: Si le temps me permettait
- 2010: L’herbe tendre
- 2010: Comme une geisha
- 2010: Venise 2037
- 2013: Je te manque